# Ла-Берльер
Ла-Берлье́р (фр. La Berlière) — коммуна во Франции, находится в регионе Шампань — Арденны. Департамент коммуны — Арденны. Входит в состав кантона Бюзанси. Округ коммуны — Вузье.
Код INSEE коммуны — 08061.
Коммуна расположена приблизительно в 195 км к востоку от Парижа, в 65 км северо-восточнее Шалон-ан-Шампани, в 45 км к югу от Шарлевиль-Мезьера. Исток реки Бьевр (приток реки Бар)

## Население
Население коммуны на 2008 год составляло 47 человек.
| 1962 | 1968 | 1975 | 1982 | 1990 | 1999 | 2008 |
| ---- | ---- | ---- | ---- | ---- | ---- | ---- |
| 86   | 86   | 66   | 60   | 41   | 32   | 47   |

## Экономика
В 2007 году среди 30 человек в трудоспособном возрасте (15—64 лет) 16 были экономически активными, 14 — неактивными (показатель активности — 53,3 %, в 1999 году было 69,6 %). Из 16 активных работали 13 человек (10 мужчин и 3 женщины), безработными были 3 женщины. Среди 14 неактивных 0 человек были учащимися или студентами, 4 — пенсионерами, 10 были неактивными по другим причинам.

## Достопримечательности
- Замок XVIII века. Исторический памятник с 1984 года.[3]

## Фотогалерея

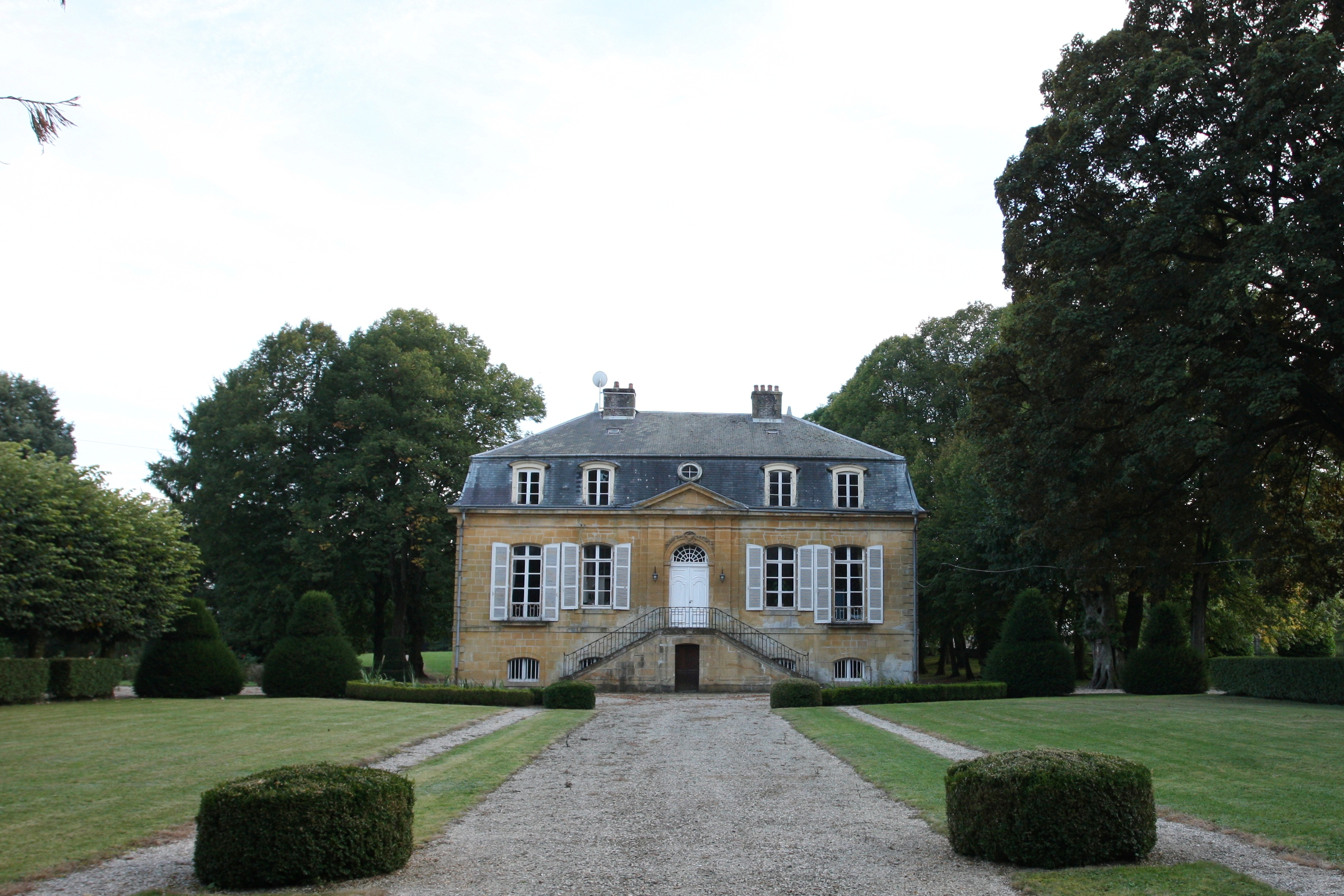
Замок
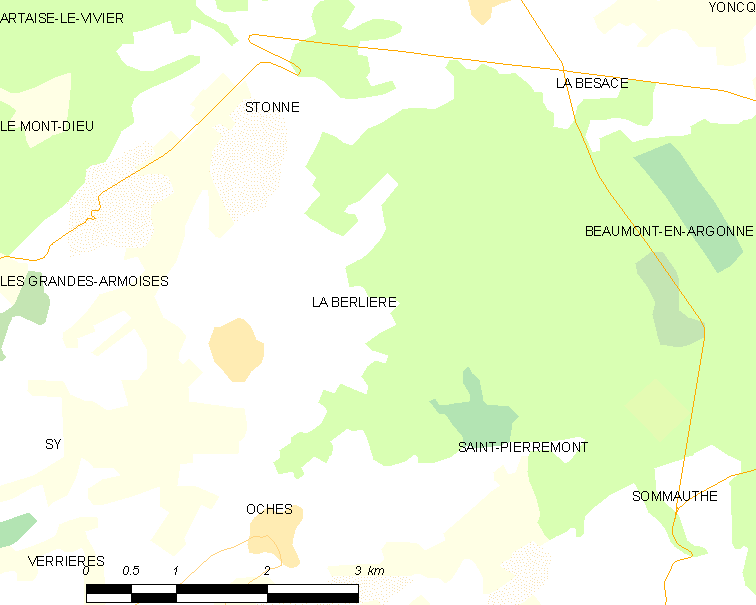
Карта коммуны